# Scuticaria okinawae
Scuticaria okinawae és una espècie de peix de la família dels murènids i de l'ordre dels anguil·liformes.

## Morfologia
Els mascles poden assolir els 90,5 cm de longitud total.

## Distribució geogràfica
Es troba des de Maurici fins a Hawaii, Tahití i el Japó.